# Папа Милтијад
Милтијад (лат. Miltiades, такође познат као Мелхијад, лат. Melchiades) је био римски епископ у периоду од 2. јула 311. до 10. или 11. јануара 314. године. На том месту наследио је папу Евсевија, а наследио га је папа Силвестар I.
Рођен је у Северној Африци, вероватно у римској провинцији Африка Проконсуларис (данашњи Тунис и делови Алжира). Његово папство обележено је значајним историјским догађајима, укључујући доношење Миланског едикта цара Константина, којим је хришћанство добило правни статус у Римском царству. Историчари га такође повезују са потискивањем донатизма, расколничког покрета у Северној Африци.

## Биографија
Милтијад, познат и као Мелхијад Африканац, рођен је у непознато време у Северној Африци, у оквиру Римског царства. Тачан датум и место његовог рођења нису забележени у историјским изворима, али се претпоставља да је пореклом из римске провинције Африка Проконсуларис, данашњег Туниса и делова Алжира. Његово афричко порекло чини га једним од ретких папа из овог региона у раној историји цркве, заједно са папама Виктором I и Геласијем I.

## Папство
Милтијад је изабран за папу 2. јула 311. године, након периода *sede vacante* (празног трона) који је уследио после смрти папе Евсевија 17. августа 309. или 310. године, према различитим изворима. Његово папство је трајало до 10. или 11. јануара 314. године, када је преминуо у Риму. Сахрањен је у Катакомбама Каликста на Апијевом путу у Риму, а касније је проглашен за свеца, са празником који се обележава 10. децембра.
Током његовог понтификата, дошло је до значајних промена у положају хришћана у Римском царству. У априлу 311. године, цар Галерије је издао Едикт о толеранцији у Сердици (данашња Софија, Бугарска), чиме је званично окончан Диоклецијанов прогон хришћана у источном делу царства. Након Милтијадовог избора, цар Максенције је вратио црквену имовину заплењену током прогона, иако се ова наредба вероватно није односила на све делове његове јурисдикције.
Године 312, Константин Велики је победио Максенција у бици на Милвијском мосту и постао цар западног дела Римског царства. Након ове победе, Константин је поклонио Милтијаду палату царице Фаусте, на чијем месту је касније изграђена Латеранска палата, која је постала седиште папске администрације и резиденција папа.
У фебруару 313. године, Константин и Лициније, цар источног дела царства, договорили су се о проширењу толеранције према хришћанима на цело царство, што је проглашено Миланским едиктом. Овај документ омогућио је хришћанима слободу вероисповести, враћање заплењених цркава и имовине, чиме је окончан период прогона.

## Латерански сабор и борба против донатизма
Током Милтијадовог папства, дошло је до раскола у цркви у Картагини, у Северној Африци, око избора епископа Цецилијана. Раскол је поделио цркву на две фракције: присталице Цецилијана, које је подржавао Рим, и присталице Доната, углавном свештеника из Северне Африке који су захтевали поновно крштење и рукоположење отпадника и јеретика пре него што преузму црквене дужности.
Присталице Доната су се обратиле цару Константину, тражећи да судије из Галије (данашња Француска) пресуде у спору. Константин је пристао и задужио Милтијада, заједно са три галијска епископа, да реши спор, што је био први случај да се римски цар умеша у црквене послове. Милтијад, не желећи да угрози однос са царем, али ни да председава сабором са неизвесним исходом, претворио је поступак у редовни црквени синод и именовао додатних 15 италијанских епископа.
Латерански сабор одржан је од 2. до 4. октобра 313. године у Латеранској палати. Поступак је био заснован на римским грађанским процедурама, са строгим правилима за доказе и аргументе, што је изазвало незадовољство донатиста. Они су напустили сабор пре него што су изнели свој случај, па је Милтијад пресудио у корист Цецилијана по основу изостанка противничке стране. Сабор је осудио учења Доната о поновном крштењу епископа и свештеника, али то није зауставило ширење донатизма у Северној Африци.
Донатисти су се поново обратили Константину, који је сазвао Сабор у Арлу 314. године, али је и овај сабор пресудио против њих. До тог тренутка, Милтијад је већ преминуо.

## Наслеђе
Милтијад се сматра мучеником због страдања која је претрпео под царем Максимијаном пре свог папства, иако није умро као мученик током свог понтификата. Према *Liber Pontificalis*, Милтијад је увео обичај да се не пости четвртком и недељом, иако савремени истраживачи сматрају да су ови обичаји вероватно постојали и пре њега. Такође, приписује му се увођење праксе дистрибуције освећеног хлеба (*fermentum*) по
1. 1 2 3 4 5  „Saint Miltiades”. Britannica. Приступљено 8. 5. 2025.
2. 1 2 3 4 5 6 7  „Pope St. Miltiades - The 32nd Pope”. PopeHistory.com. Приступљено 8. 5. 2025.
3. 1 2 3  „Pope Saint Miltiades”. Young Catholics. Приступљено 8. 5. 2025.
4. 1 2 3 4  „St. Melchiades began distributing the Eucharist in Rome”. Omnes. Приступљено 8. 5. 2025.
5. 1 2  „Donatism”. The 4 Marks. Приступљено 8. 5. 2025.